# Paralo (figlio di Pericle)
Paralo (in greco antico: Πάραλος?, Páralos; V secolo a.C. – 429 a.C.) era il più piccolo dei due figli legittimi di Pericle, dunque membro della famiglia ateniese degli Alcmeonidi.
Gli fu dato il nome della nave sacra "Paralo", una trireme messaggera della flotta ateniese. Fu educato insieme al fratello dal padre, tuttavia, sembra che entrambi avessero scarse capacità politiche. Paralo, Santippo e la loro madre caddero vittime della peste nel 429 a.C. Anche Pericle morì di peste pochi mesi dopo.